# Oonopidae
Oonopidae (tên tiếng Anh: goblin spiders) là một họ nhện, gồm hơn 1,500 loài đã được mô tả trong 100 chi toàn cầu, tới sự đa dạng được ước tính từ 2000 tới 2500 loài. Chi điển hình của họ này là Oonops Keyserling, 1835. Chúng thường có kích thước nhỏ (1–3 mm). Các loài Oonopidae thường có sáu mắt. Tuy nhiên, các loài chỉ có bốn mắt (Opopaea viamao), hai mắt (Coxapopha, Diblemma) hoặc thậm chí không có mắt (Cousinea, Blanioonops) cũng được biết tới.

## Phân loại
Phân loại theo phân họ bởi Joel Hallan 
- Gamasomorphinae

- Brignolia Dumitrescu & Georgescu, 1983 (Cuba, Yemen, Seychelles)
- Camptoscaphiella Caporiacco, 1934 (Bhutan, Nepal, Trung Quốc)
- Diblemma O. P.-Cambridge, 1908 (Seychelles, du nhập vào Anh)
- Dysderina Simon, 1891 (Trung đến Nam Mỹ, châu Phi, Philippines)
- Epectris Simon, 1893 (Đông Nam Á)
- Gamasomorpha Karsch, 1881 (Châu Phi, Australia, châu Á, Hoa Kỳ đến Argentina, Hawai'i, Socotra))
- Grymeus Harvey, 1987 (Australia)
- Hytanis Simon, 1893 (Venezuela)
- Ischnothyrella Saaristo, 2001 (Seychelles)
- Ischnothyreus Simon, 1893 (Asia, USA to Panama))
- Kapitia Forster, 1956 (New Zealand)
- Kijabe Berland, 1914 (châu Phi)
- Lionneta Benoit, 1979 (Seychelles)
- Lisna Saaristo, 2001 (Seychelles)
- Lucetia Dumitrescu & Georgescu, 1983 (Cuba, Venezuela)
- Marsupopaea Cooke, 1972 (Colombia)
- Matyotia Saaristo, 2001 (Seychelles)
- Myrmecoscaphiella Mello-Leitão, 1926 (Brazil)
- Myrmopopaea Reimoser, 1933 (Sumatra)
- Neoxyphinus Birabén, 1953 (Argentina, Guyana)
- Nephrochirus Simon, 1910 (Namibia)
- Opopaea Simon, 1891 (Australia, châu Mỹ, châu Phi, châu Á, Rapa Nui)
- Patri Saaristo, 2001 (Seychelles)
- Pelicinus Simon, 1891 (Hoa Kỳ, Seychelles)
- Plectoptilus Simon, 1905 (Java)
- Prida Saaristo, 2001 (Seychelles)
- Prodysderina Dumitrescu & Georgescu, 1987 (Venezuela, Lesser Antilles)
- Pseudoscaphiella Simon, 1907 (Nam Phi)
- Pseudotriaeris Brignoli, 1974 (Trung Quốc, Nhật Bản)
- Scaphiella Simon, 1891 (USA to Argentina, Hawai'i)
- Silhouettella Benoit, 1979 (Châu Âu đến Trung Á, Bắc Phi, Socotra, Seychelles)
- Triaeris Simon, 1891 (Ấn Độ, châu Phi, Hoa Kỳ đến Venezuela, West Indies)
- Xyphinus Simon, 1893 (Malaysia, Borneo, Singapore)
- Yumates Chamberlin, 1924 (Mexico)

- Oonopinae Simon, 1890

- Anophthalmoonops Benoit, 1976 (Angola)
- Aprusia Simon, 1893 (Sri Lanka)
- Australoonops Hewitt, 1915 (South Africa)
- Blanioonops Simon & Fage, 1922 (East Africa)
- Caecoonops Benoit, 1964 (Congo)
- Calculus Purcell, 1910 (South Africa)
- Heteroonops Dalmas, 1916 (USA to Panama, West Indies, Seychelles, St. Helena)
- Hypnoonops Benoit, 1977 (Congo)
- Oonopinus Simon, 1893 (Europe, Panama to Argentina, Seychelles, Hawai'i, Sierra Leone, New Caledonia)
- Oonopoides Bryant, 1940 (Venezuela, Mexico, Cuba)
- Oonops Templeton, 1835 (Châu Âu, châu Phi, châu Mỹ, Tasmania)
- Orchestina Simon, 1882 (Châu Á, Africa, USA, châu Âu, Tasmania)
- Simonoonops Harvey, 2002 (Venezuela)
- Socotroonops Saaristo & van Harten, 2002 (Socotra)
- Stenoonops Simon, 1891 (West Indies, Panama to Venezuela)
- Sulsula Simon, 1882 (Namibia, Algeria, Ai Cập)
- Tapinesthis Simon, 1914 (Europe, introduced to the USA)
- Telchius Simon, 1893 (Algeria, Morocco, South Africa)
- Termitoonops Benoit, 1964 (Congo)
- Unicorn Platnick & Brescovit, 1995 (South Africa)
- Wanops Chamberlin & Ivie, 1938 (Mexico)
- Xestaspis Simon, 1884 (Africa, Australia, Micronesia, Sri Lanka, Costa Rica)
- Xiombarg Brignoli, 1979 (Brazil, Argentina)
- Xyccarph Brignoli, 1978 (Brazil)
- Zyngoonops Benoit, 1977 (Congo)

- incertae sedis

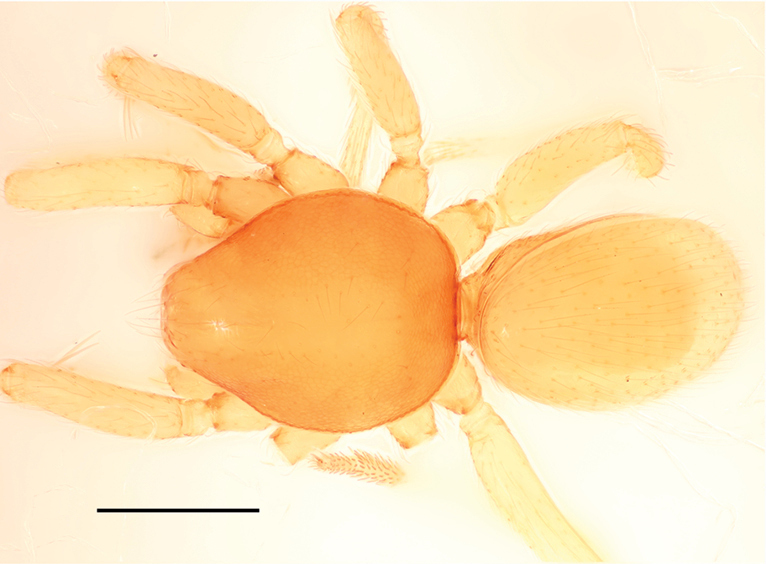
Bannana crassispina

- Aridella Saaristo, 2002 (Seychelles)
- Bannana Tong & Li, 2015 (Trung Quốc)
- Cousinea Saaristo, 2001 (Seychelles)
- Coxapopha Platnick, 2000 (Panama, Brazil, Peru)
- Decuana Dumitrescu & Georgescu, 1987 (Venezuela)
- Dysderoides Fage, 1946 (Venezuela, India)
- Farqua Saaristo, 2001 (Farquhar Islands)
- Ferchestina Saaristo & Marusik, 2004 (Russia)
- Khamisia Saaristo & van Harten, 2006 (Yemen)
- Megabulbus Saaristo, 2007 (Israel)
- Megaoonops Saaristo, 2007 (Israel)
- Ovobulbus Saaristo, 2007 (Ai Cập, Israel)
- Pescennina Simon, 1903 (Venezuela)
- Semibulbus Saaristo, 2007 (Israel)